# Препаскова агама
Препаскова агама (Stellagama stellio), наричана също шипоопашата агама или стелион, е вид влечуго от семейство Агамови (Agamidae). Видът не е застрашен от изчезване.

## Разпространение и местообитание
Разпространен е в Гърция, Египет, Израел, Йордания, Ирак, Кипър, Ливан, Саудитска Арабия, Сирия и Турция. Внесен е в Малта.
Обитава скалисти райони, пустинни области, места със суха почва, планини, възвишения, склонове, крайбрежия и плажове.

## Описание
Продължителността им на живот е около 6 години. Популацията на вида е стабилна.